# Stenomacrus incisus
Stenomacrus incisus là một loài tò vò trong họ Ichneumonidae.